# Без назви (с. Червоносілка, притока Лохниці)
Без назви — річка в Україні, у Овруцькому й Лельчицькому районах Житомирської й Гомельської областей. Права притока Лохнииці (басейн Прип'яті).

## Опис
Довжина річки 25 км. Площа басейну 96 км².

## Розташування
Бере початок на південному сході від Возничів. Спочатку тече на північний захід через Червоносілку (до 18.10.1925 року Жидівка), а потім на північний схід. Перетинає українсько-білоруський кордон і біля Локницької Рудні Лельчицького району впадає у річку Лохницю, праву притоку Свидівки.